# Kosiarka

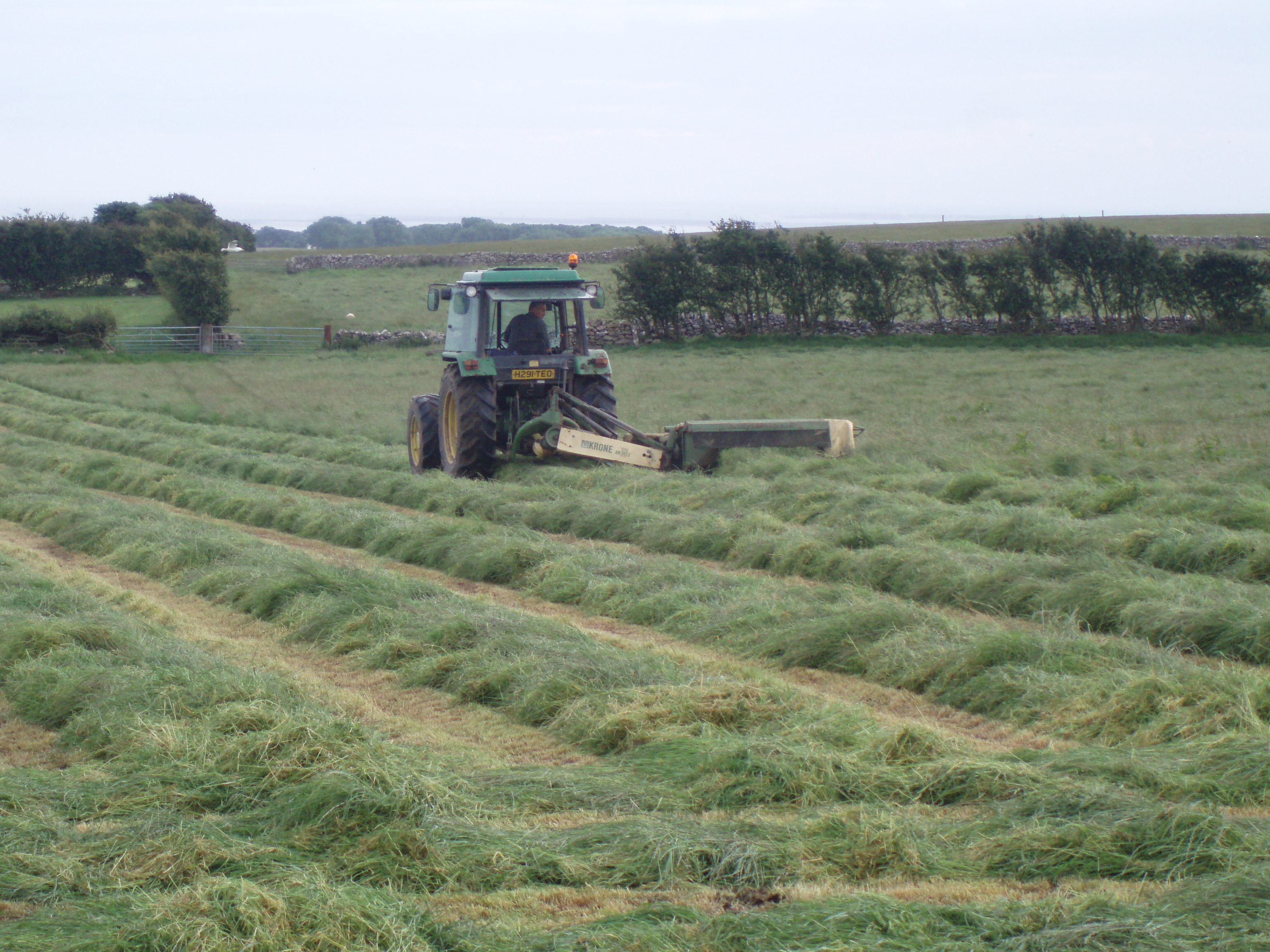
Koszenie trawy na pokosy kosiarką ciągnikową.

Kosiarka – maszyna rolnicza i ogrodnicza ścinająca  trawę i inne rosnące gęsto rośliny o niezbyt grubych łodygach.
Ze względu na przeznaczenie kosiarki dzieli się na:
- kosiarki rolnicze – przeznaczone do koszenia dużych terenów i różnych roślin, ciągnione (konne, ciągnikowe), zawieszane na ciągniku, samojezdne, zintegrowane z innymi maszynami oraz jako elementy kombajnów,
- kosiarki trawnikowe – przeznaczone do terenów sportowych i ogrodów przydomowych,
- kosiarki specjalistyczne – wysięgnikowe, z napędem hydraulicznym,
- kosy spalinowe.

Ze względu na sposób działania wyróżnia się kosiarki:

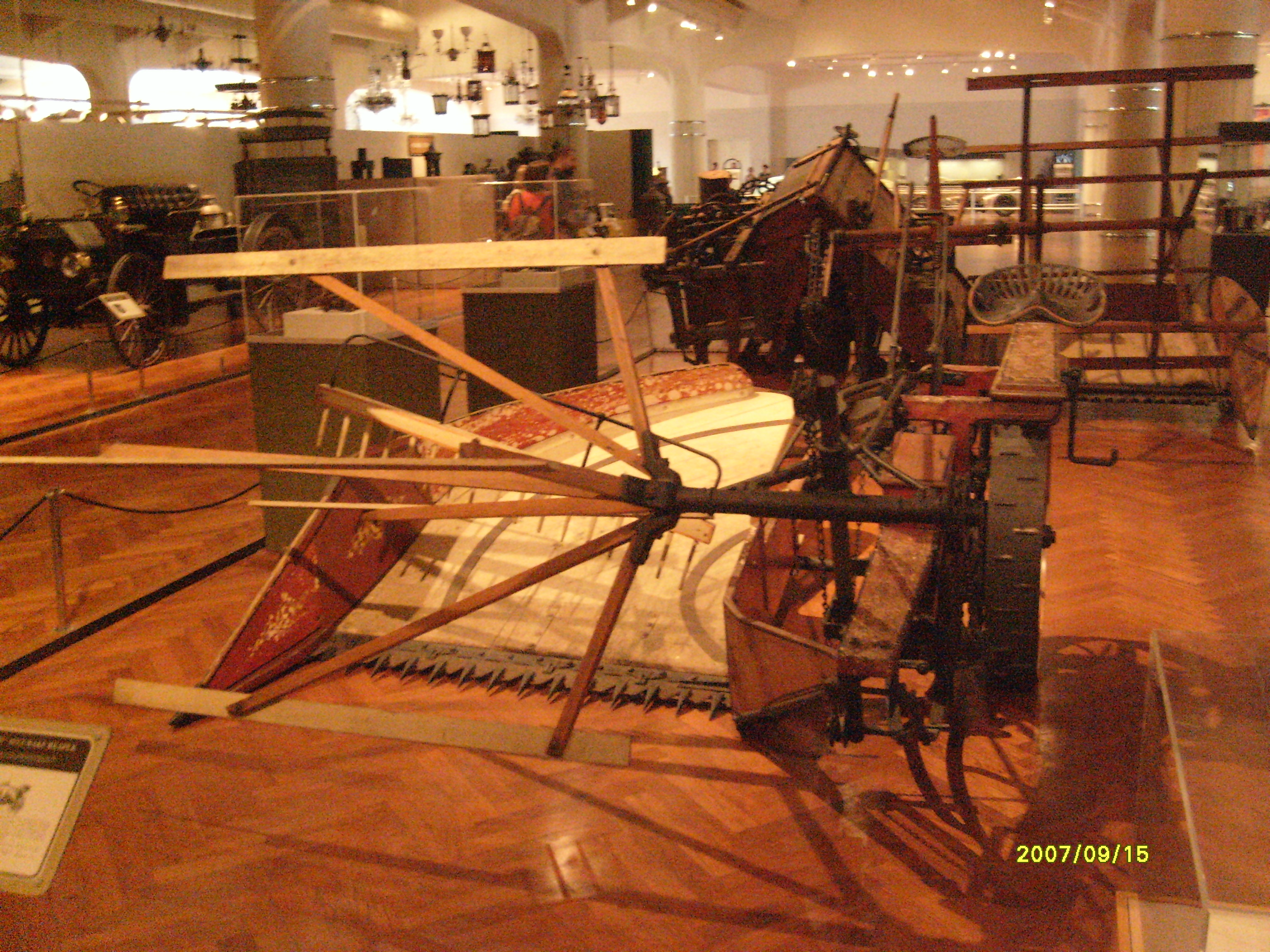
Kosiarka z odrzutnikiem

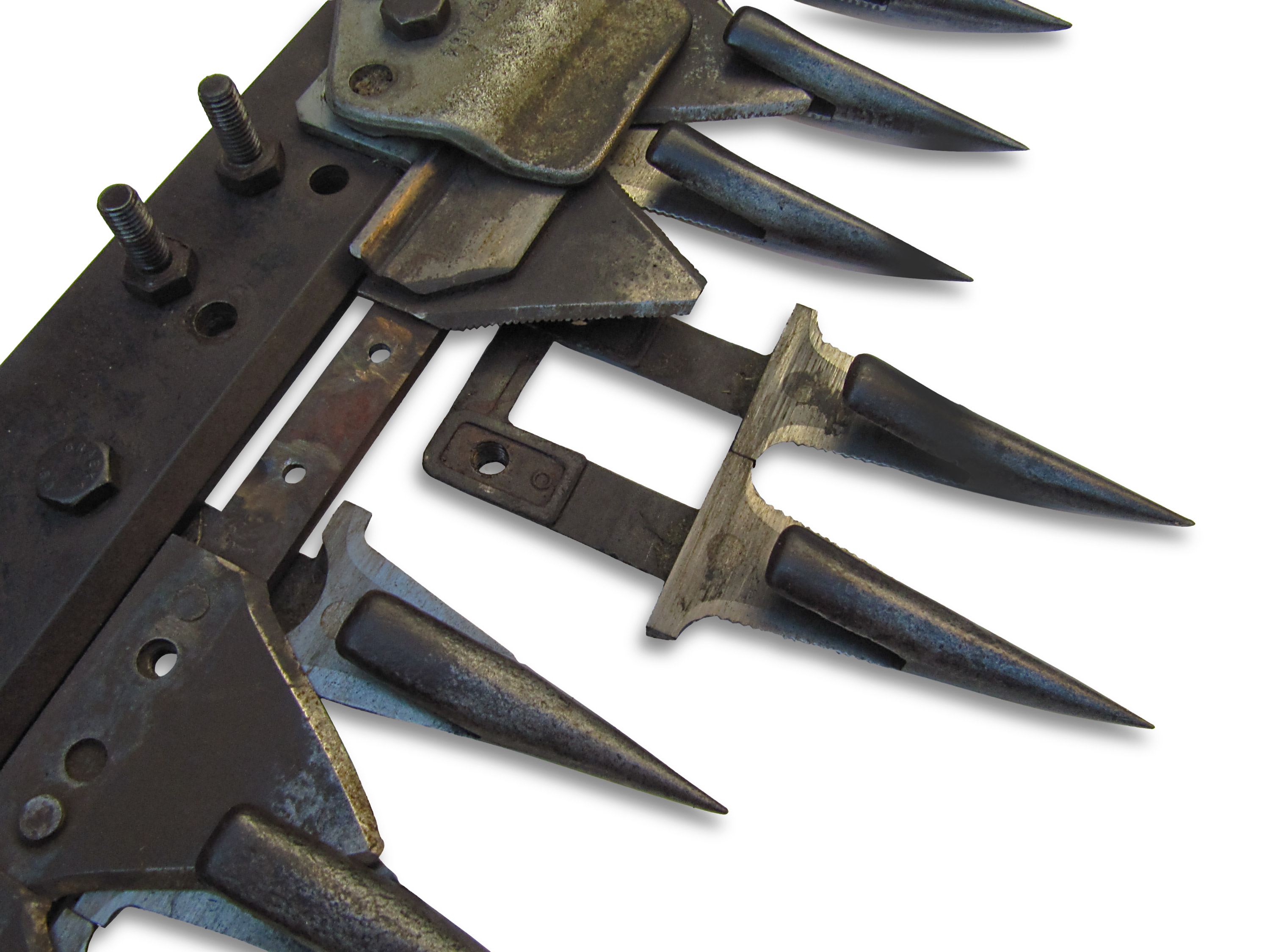
Fragment noża kosiarki listwowej ze zdemontowaną jedną żyletką i parą bagnetów.

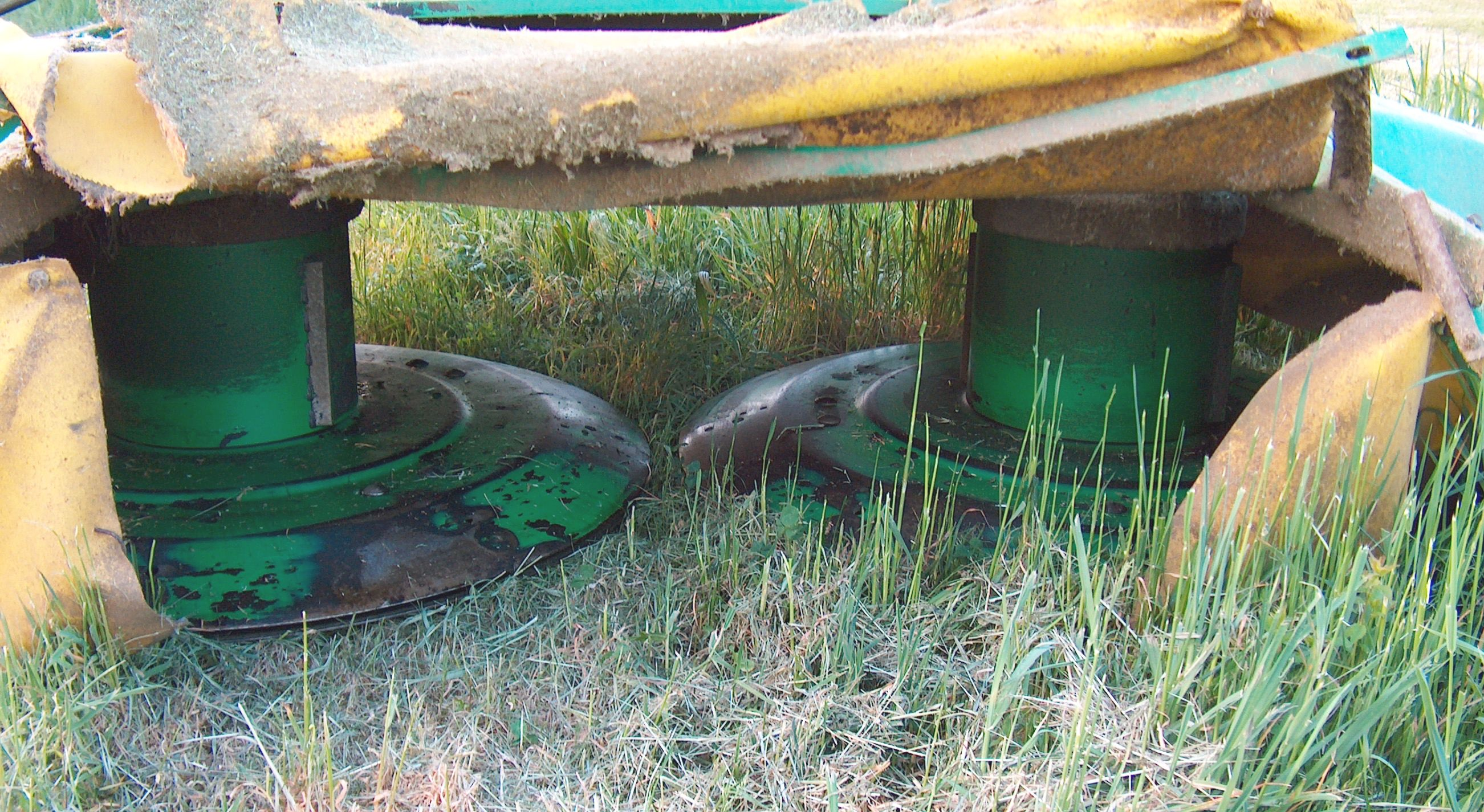
Kosiarka rotacyjna bębnowa.

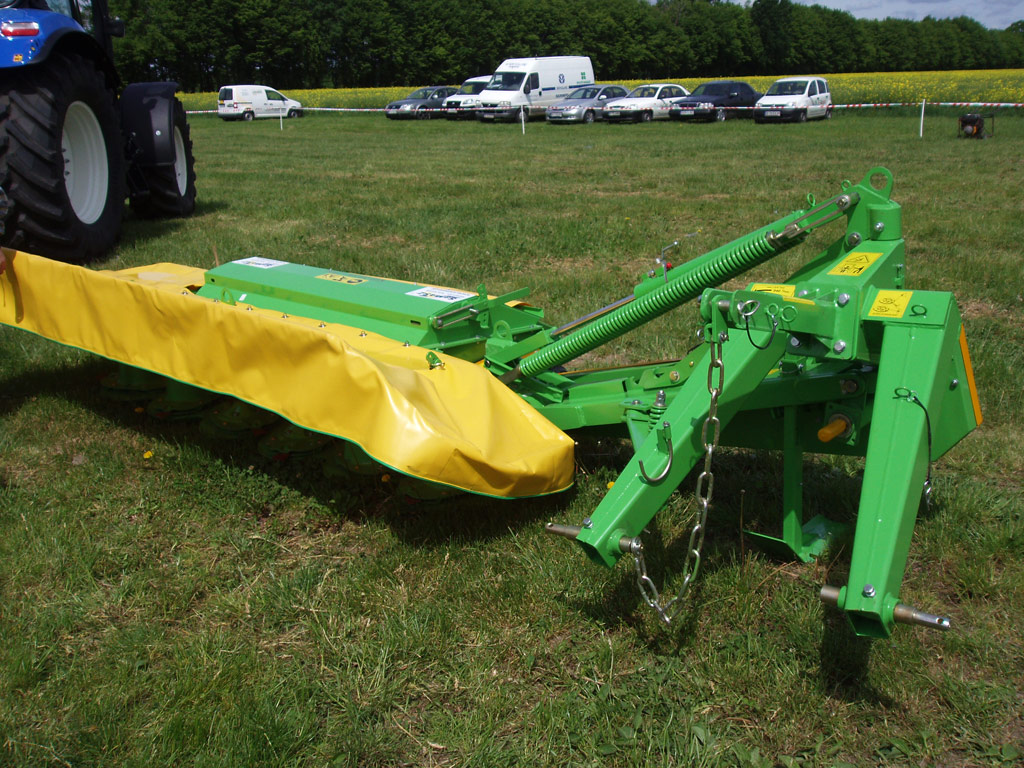
Kosiarka dyskowa Samasz KDT260.

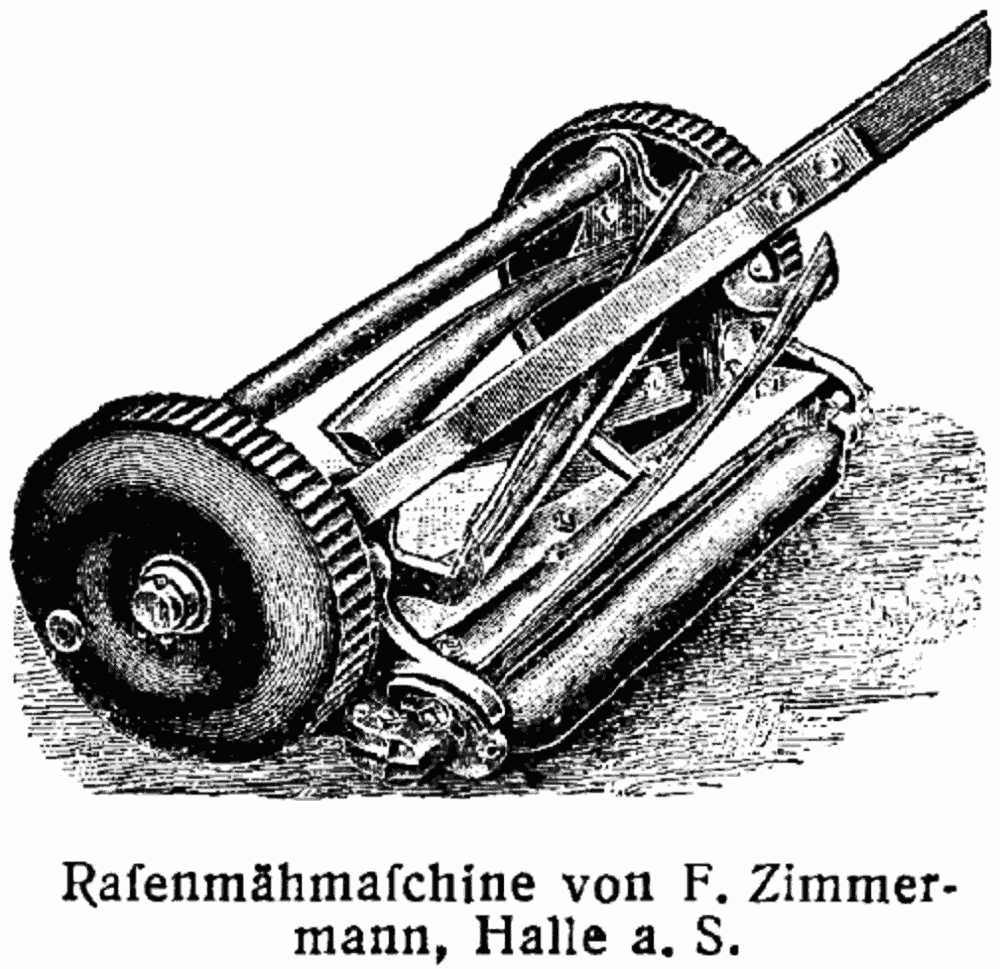
Kosiarka bębnowa

- listwowo-palcowe
- rotacyjne
  - bębnowe
  - bijakowe
  - dyskowe

## Kosiarka listwowa
Kosiarka listwowa zawiera nóż tnący w postaci wielu nożyków tnących zwanych żyletkami, nóż porusza się ruchem posuwisto-zwrotnym. Cięcie odbywa się poprzez dociśnięcie rośliny do części nieruchomej zwanej bagnetem lub do żyletki znajdującej się na drugim nożu wykonującym przeciwbieżny ruch. Pierwotnie był to jedyny system koszenia, obecnie używany jest w maszynach żniwnych oraz do cięcia wrażliwych roślin.

## Kosiarka rotacyjna
W kosiarce rotacyjnej częścią tnącą jest szybko obracający się nóż, cięcie odbywa się poprzez szybkie uderzenie rośliny. Roślina nie jest dociskana do innego elementu, lecz utrzymuje ją  bezwładność. Ten typ kosiarki wymaga większej mocy, ale jest znacznie wydajniejszy od kosiarki listwowej. Wadą systemu jest też znaczne szarpanie koszoną rośliną, co w niektórych systemach jest wykorzystywane do jednoczesnego rozdrabniania roślin podczas koszenia.

## Kosiarka bijakowa
Kosiarka bijakowa jest odmianą kosiarki rotacyjnej, w której elementami tnącymi są bijaki rozdrabniające koszone rośliny. Ten system koszenia wykorzystywano w bijakowym ścinaczu zielonek (często zwanym potocznie Orkanem lub rotorem). System w którym bijaki są zaostrzoną masą wirującą na wale tnącym, sprawdza się w koszeniu nieużytków oraz poboczy dróg. Obroty maszyny są niejednokrotnie wyższe niż 3000 obr./min. Systemy napędzania mogą być mechaniczne z wałka odbioru  mocy WOM lub hydrauliczne za pomocą silnika hydraulicznego.

## Kosiarka rolnicza
Maszyna rolnicza służąca do koszenia trawy i innych zielonek, głównie na łąkach. Kosiarka może być ciągnięta przez zwierzęta pociągowe, ciągnik lub być pojazdem samojezdnym. Kosiarki mogą być dodatkowo wyposażone w spulchniacze pokosu lub w zgniatacz pokosu. Dzięki spulchnieniu następuje szybsze przesychanie traw. Najczęściej spotykane typy kosiarek rolniczych to rotacyjne i dyskowe.

## Kosiarka trawnikowa
Używana jest do koszenia trawników w ogródkach przydomowych, parkach, polach golfowych, tenisowych itp. Wynaleziona została w 1830 roku przez Edwina Buddinga. Konie, które ją ciągnęły, miały gumowe buty aby nie niszczyć trawnika. Przedtem do strzyżenia trawników używano kos lub owiec. Kosiarki mogą skoszoną trawę zbierać do kosza lub wyrzucać na skoszony teren. Niektóre z nich dodatkowo rozdrabniają skoszoną trawę, a także mogą napowietrzać trawnik.
Ze względu na napęd dzielą się na:
- ręczne (pchane przez człowieka)
- elektryczne (w tym akumulatorowe)
- spalinowe (dwu- lub czterosuwowe)

Ze względu na sposób poruszania dzielą się na:
- pchane ręcznie
- samojezdne, w tym kosiarki traktorowe
- poduszkowe, niemające kółek jezdnych, unoszące się na poduszce powietrznej, idealne na nierówny teren
- automatyczne, nie wymagające ingerencji człowieka, zasilane bateriami słonecznymi lub akumulatorem, potrafiące samodzielnie poruszać się i kosić wyznaczony obszar

Innym typem kosiarek są podkaszarki.

## Dodatkowe ilustracje

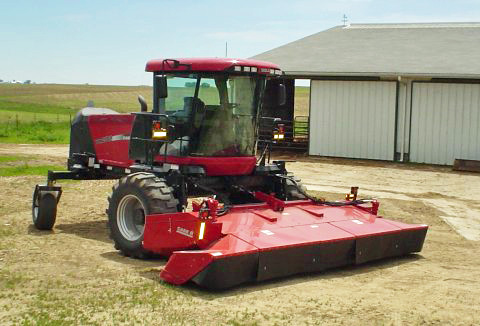
Kosiarka pokosowa
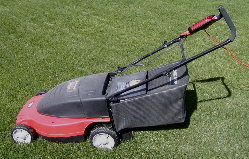
Kosiarka elektryczna
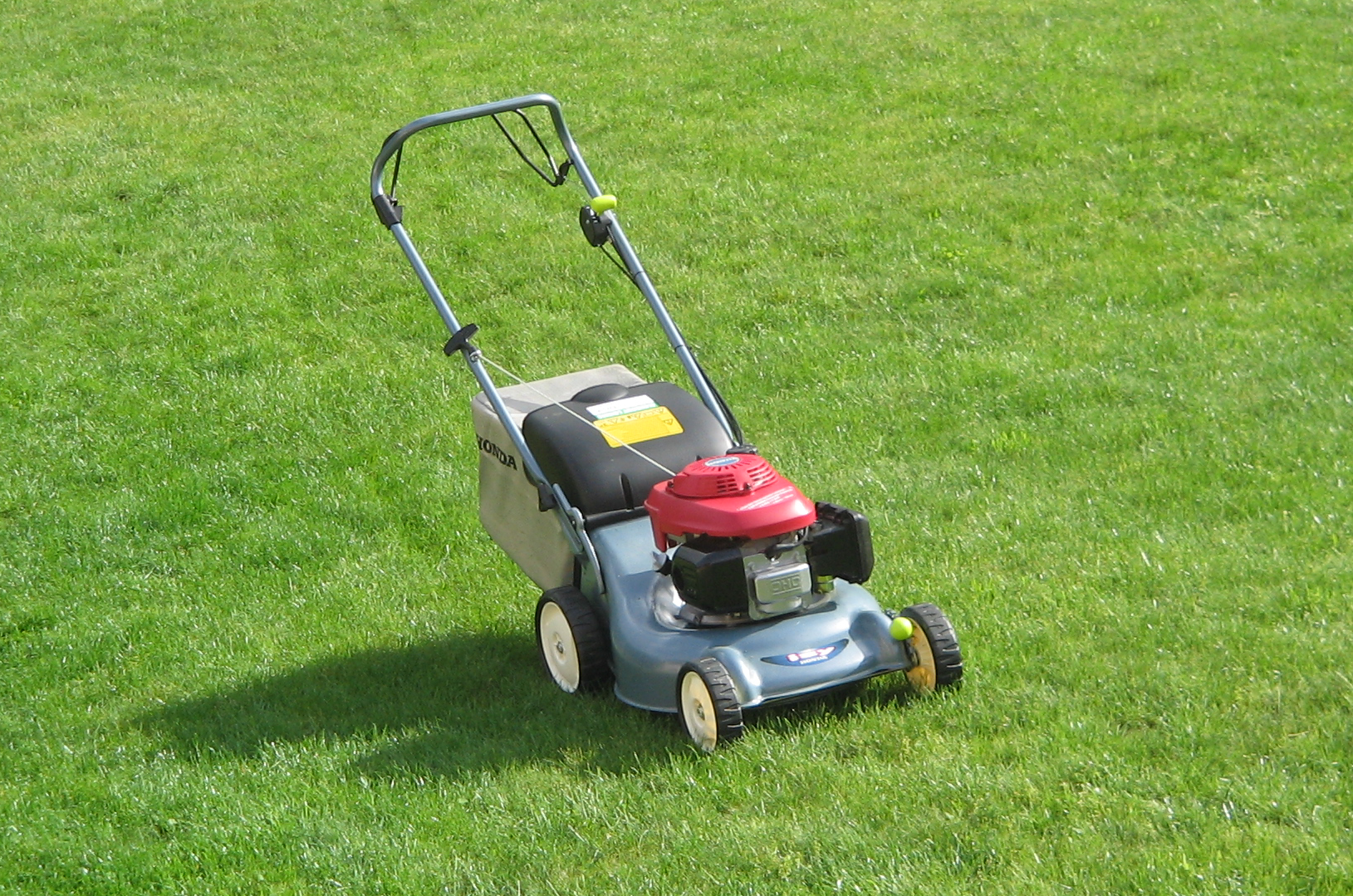
Kosiarka spalinowa
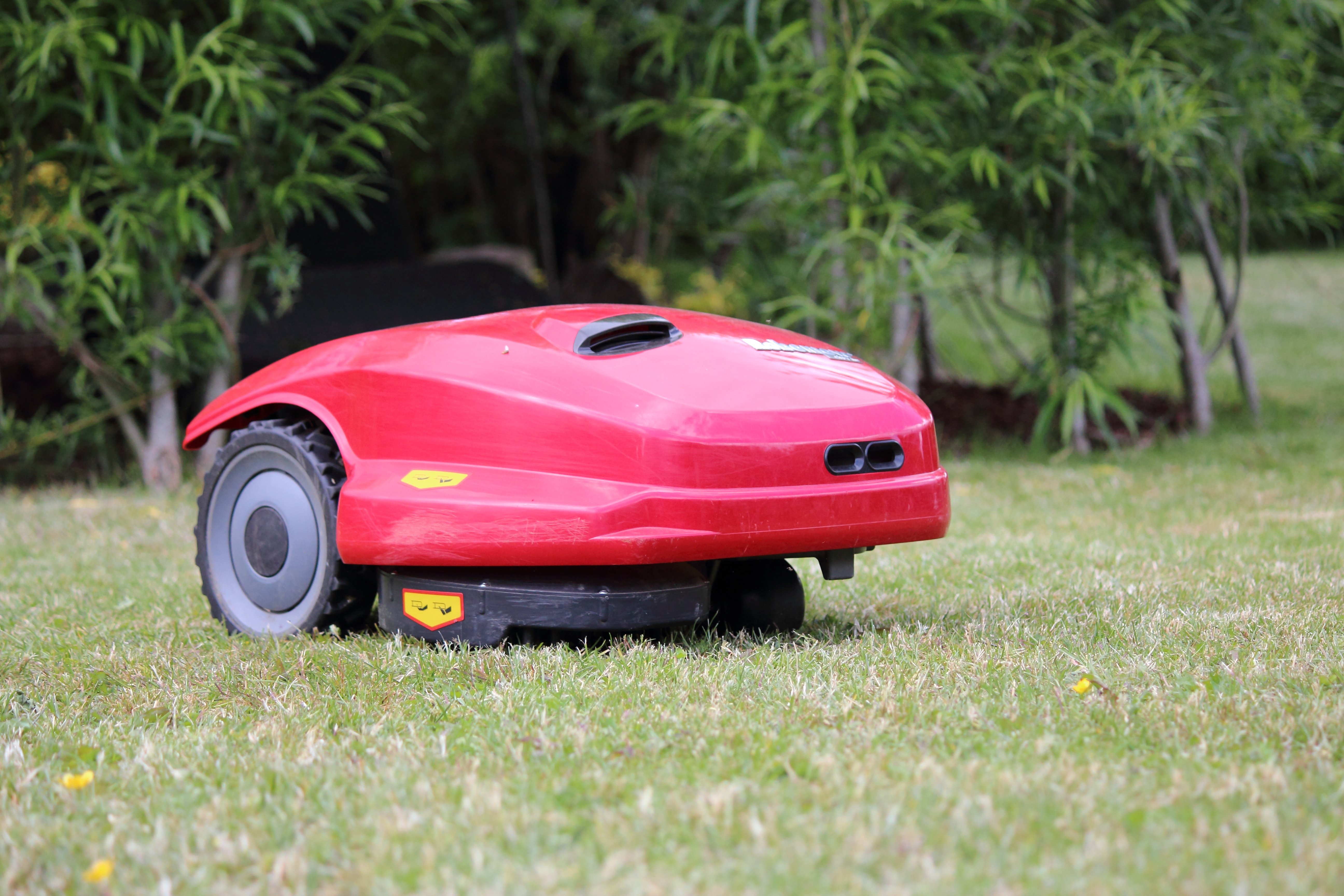
Kosiarka robot